# Séraphine Louis

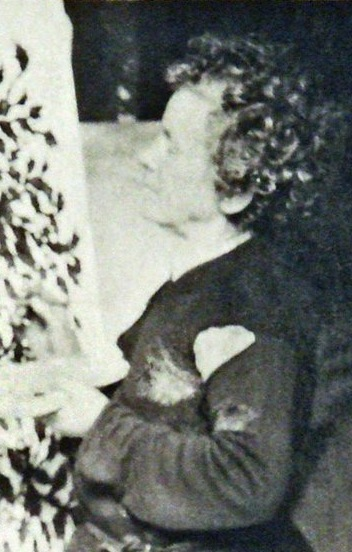
Séraphine Louis

Séraphine Louis (* 2. September 1864 in Arsy, Oise; † 11. Dezember 1942 in Clermont, Oise), auch Séraphine de Senlis genannt, war eine französische Malerin. Sie zählt zu den bedeutendsten Vertretern der sogenannten „Naiven Kunst“ in Frankreich.

## Leben

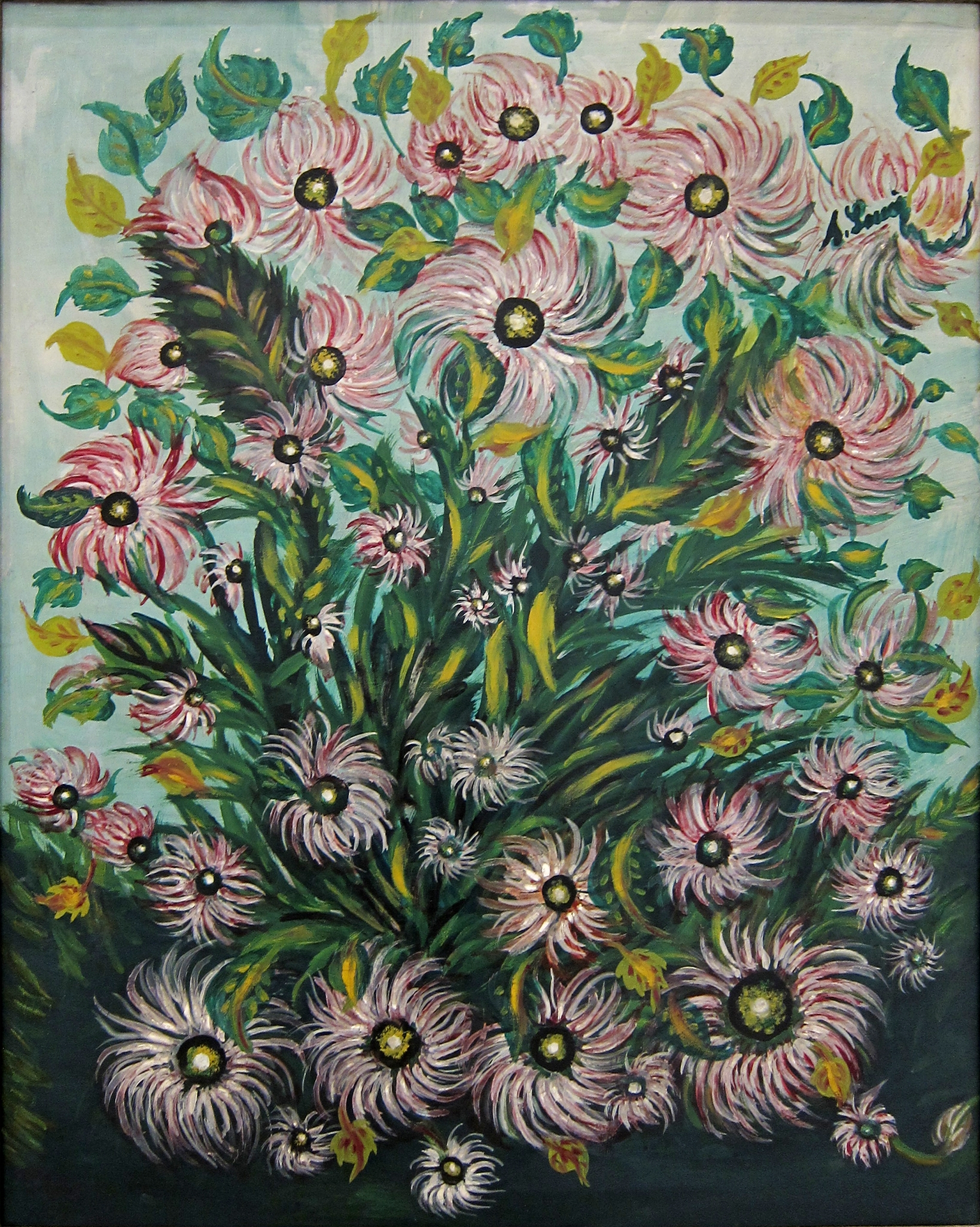
Bouquet de fleurs („Blumenbouquet“), ohne Datum

Séraphine Louis wurde als jüngste Tochter von Antoine Frédéric Louis und Adeline Julie Mayard (oder Maillard) im ländlichen Arsy geboren. Im Jahr nach ihrer Geburt starb die Mutter, 1871 verstarb der Vater. In der Kleinstadt Senlis verdiente sie ihren Lebensunterhalt als Schafhirtin und Putzfrau, daher stammt ihr Pseudonym. Im Kloster von Senlis war sie Laienschwester.
Der deutsche Galerist und Kunstkritiker Wilhelm Uhde (1874–1947) wurde 1912 auf ihre Werke aufmerksam. Uhde beschaffte der Malerin die großen Leinwände, die sie für ihre Gemälde benötigte. Er stellte ihre Werke 1928 in seiner Galerie des Quatre Chemins in Paris in der Ausstellung Les Peintres du cœur sacré gemeinsam mit Arbeiten von André Bauchant, Camille Bombois, Emile Boyer, Henri Rousseau und Louis Vivin und weiteren Gruppenausstellungen aus.
1932 wurde bei Louis Schizophrenie diagnostiziert und sie in einer Psychiatrie in Clermont untergebracht. Im April 1938 eröffnete in New York im Museum of Modern Art die Gruppenausstellung Masters of Popular Painting. Modern Primitives of Europe and America, die Verbindungen zwischen autodidaktischen Künstlern und der Avantgarde in Europa und Amerika beleuchtete. Louis war mit vier Arbeiten vertreten – unter anderem Bouquet.
Total vernachlässigt aufgrund des während der deutschen Besetzung für „Irrenanstalten“ angeordneten Versorgungsnotstands, verhungerte Séraphine Louis 1942 im Alter von 78 Jahren. Sie ruht auf dem örtlichen Friedhof in einem Massengrab.
Im Jahr 1955 war Séraphine Louis Teil der ersten documenta in Kassel, die von Arnold Bode kuratiert wurde.

## Werk

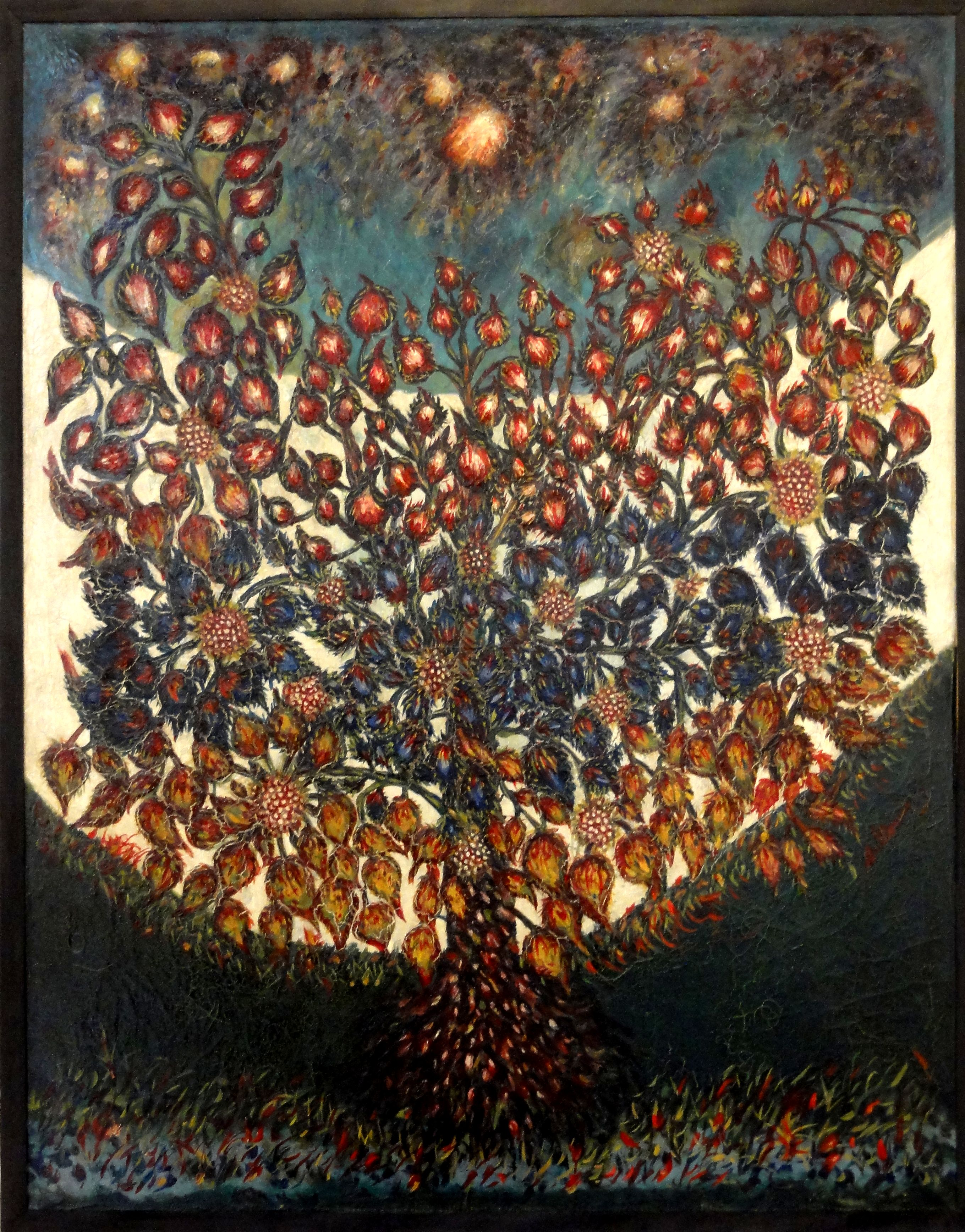
L’arbre de vie („Der Baum des Lebens“), 1928

Séraphine Louis gehört gemeinsam mit Henri Rousseau (1844–1910) zu den bekanntesten autodidaktischen Malern Frankreichs. Sie hinterließ ein umfangreiches Werk mystisch-religiöser Prägung. Die zumeist abstrahierten floralen Motive künden von einer stark suggestiven Phantasie. Der Kulturhistoriker Harald Keller stellte 2008 einen Zusammenhang her zwischen den von Séraphine Louis benutzten Farben und ihren intensiven, „psychedelisch“ anmutenden Bilderwelten. Louis arbeitete nachweislich mit hoch toxischen Materialien, für die heutzutage strenge Schutzregeln gelten. Als Atelier diente ihr winziger Wohnraum, in dem sie auch aß und schlief. Von entsprechenden Vergiftungserscheinungen, die Trugbilder und Wahnvorstellungen hervorrufen können, darf demnach ausgegangen werden.
Die ersten von Wilhelm Uhde erworbenen Werke der Künstlerin wurden während des Ersten Weltkriegs beschlagnahmt und verkauft. Ihr Aufbewahrungsort ist nicht bekannt. Museen, die Gemälde von Séraphine Louis ausstellen, sind die Sammlung Zander in Köln mit der größten Sammlung an Arbeiten von ihr, außerdem das Clemens Sels Museum Neuss, das Musée National d’Art Moderne in Paris (Der rote Baum, 1927/1928), das Musée Maillol in Paris, das Musée International d’Art Naif Anatole Jakovsky in Nizza, das Musée d’Art naïf et d’Arts singuliers in Laval, das Musée d’art in Senlis, das Musée d’art naïf in Béraut und das Musée d’art naïf in Vicq. Weitere Werke befinden sich in Privatbesitz.

## Ausstellungen
Gemälde Séraphine Louis’ waren bereits zu ihren Lebzeiten in verschiedenen Ausstellungen zur naiven Kunst präsent, nach ihrem Tod wurden sie als französischer Beitrag für die Biennale in São Paulo akzeptiert. Es folgten weitere postume Gruppenausstellungen und schließlich Einzelausstellungen.
- 1928: Les peintres du cœur sacré, Paris, eine Initiative von Wilhelm Uhde[4]
- 1932: Les primitifs modernes, Paris[4]
- 1937: Les maîtres populaires de la réalité, Paris, Zürich[4]
- 1938: Masters of Popular Painting. Modern Primitives of Europe and America, Museum of Modern Art, New York (27.4. – 24.7.1938)[4]
- 1943: Les primitifs du XXe siècle, Paris[4]
- 1945: erste Einzelausstellung auf Initiative von Wilhelm Uhde, Paris, Galerie de France[4]
- 1955: documenta 1, Kassel, Séraphine Louis’ Werke wurden in das Ausstellungskonzept einbezogen[4]
- 2008/2009: Séraphine de Senlis, Fondation Dina Vierny, Musée Maillol, Paris, Einzelausstellung vom 1. Oktober 2008 bis 15. Mai 2009[13]
- 2016/2017: 27 Künstler, 209 Werke, Sammlung Zander, Bönnigheim (20.03.2016 – 29.01.2017), Gruppenausstellung[14]
- 2022/2023: Die Maler des heiligen Herzens, Museum Frieder Burda, Baden-Baden (16.07. – 20.11.2022), Museen Böttcherstraße, Bremen (03.12.2022. – 12.03.2023), Gruppenausstellung[14]
- 2023/2024: Welche Moderne? In- und Outsider der Avantgarde, Sprengel Museum Hannover (06.05. – 17.09.2023), Kunstsammlungen Chemnitz (22.10.2023 – 14.01.2024), Gruppenausstellung[14]
- 2023/2024: Ausstellung 01. André Bauchant, Camille Bombois, Séraphine Louis, Henri Rousseau, Louis Vivin, Sammlung Zander, Köln (25.11.2023 – 24.04.2024), Gruppenausstellung[14]

## Filme
- Séraphine: Filmbiografie. Regisseur: Martin Provost. (Erstaufführung 1. Oktober 2008). Das Drehbuch verfasste Martin Provost gemeinsam mit Marc Abdelnour. Die belgische Schauspielerin Yolande Moreau verkörpert die Malerin, Ulrich Tukur den Kunstsammler Wilhelm Uhde. Des Weiteren spielten in dem Film Anne Bennent (Anne Marie Uhde, Schwester), Geneviève Mnich (Madame Duphot), Nico Rogner (Helmut Kolle), Adélaïde Leroux (Minouche), Serge Larivière (Duval), Françoise Lebrun (die Ordensvorsteherin).
Der Spielfilm gewann im Jahr 2009 sieben Césars, darunter in den Kategorien Bester Film und Beste Hauptdarstellerin (Yolande Moreau).
- Die Bilder einer Aufwartefrau – Séraphine Louis (1864–1942). Dokumentarfilm. Regisseurin: Lucie Herrmann. Deutschland, 1992, 14:40 Min., Produktion: WDR, Erstsendung: 9. Dezember 1992 bei West 3.[15]
- The Lost Ones: Séraphine de Senlis - Malerei und Wahnsinn Film von Mathilde Hirsch, Frankreich 2019.